# Dorfkirche Goldenstädt

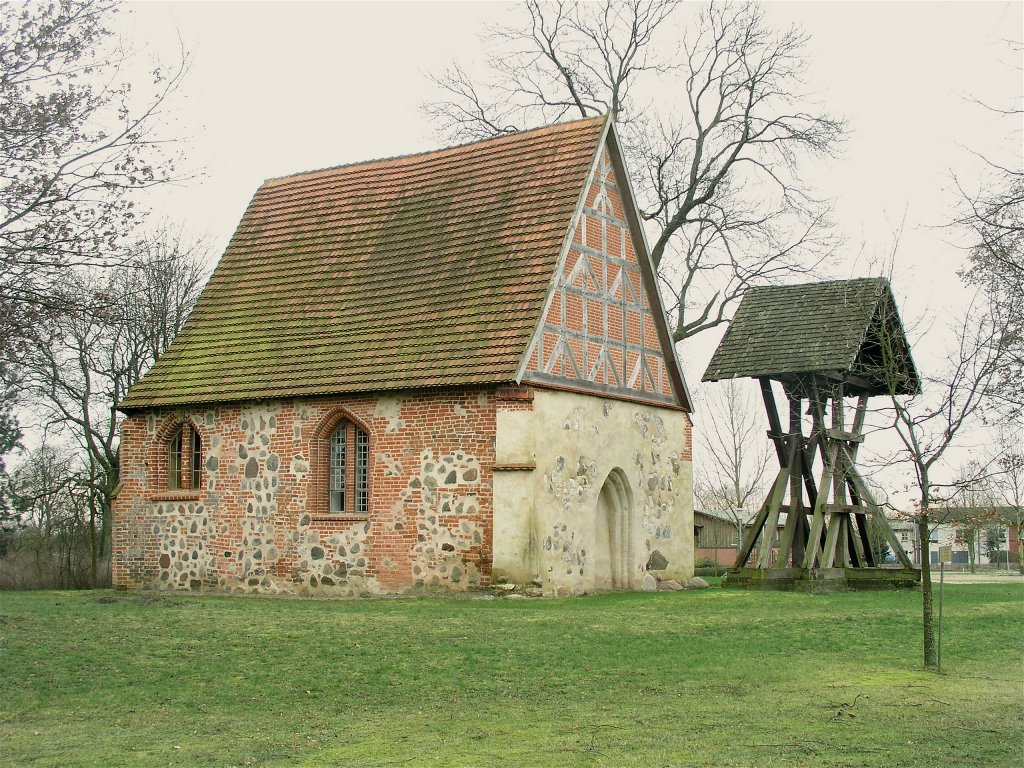
Dorfkirche in Goldenstädt

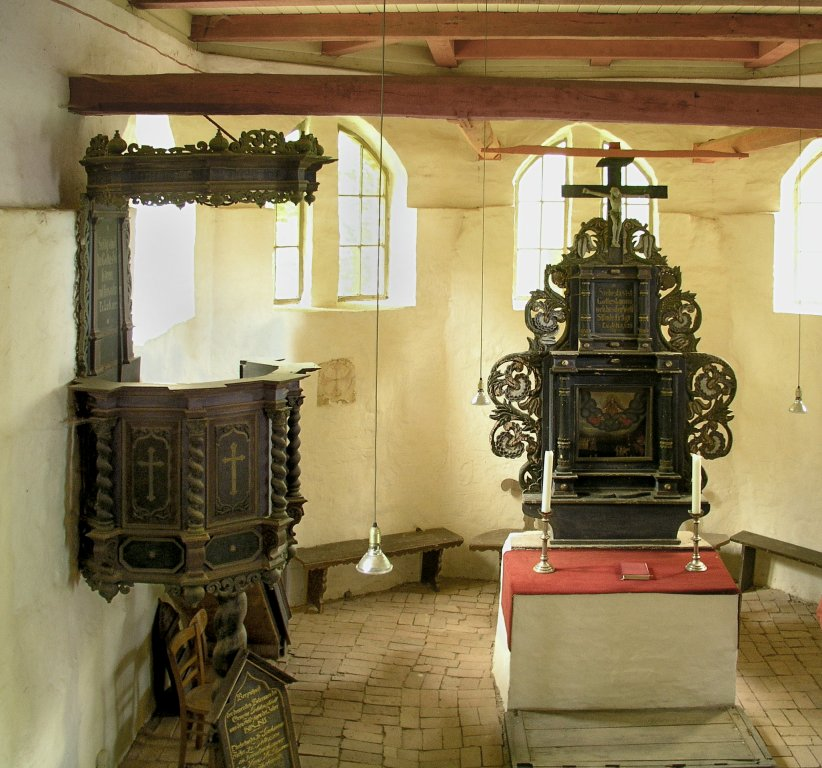
Innenansicht

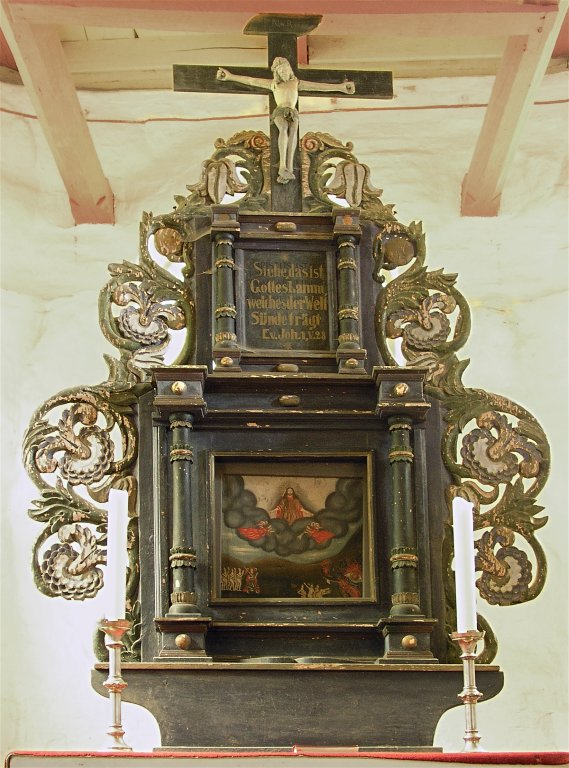
Altar

Die Dorfkirche in Goldenstädt im Landkreis Ludwigslust-Parchim wurde im 14. Jahrhundert zum ersten Mal urkundlich erwähnt. Als Bauzeit des Gebäudes nennt das Dehio-Handbuch von 2016 jedoch das 15. Jahrhundert, möglicherweise wegen der spätgotischen Fenster. Die Kirche, zu der auch Fahrbinde und Friedrichsmoor gehören, ist der evangelisch-lutherischen Kirchengemeinde Uelitz zugeordnet. Sie gehört zur Propstei Wismar im Kirchenkreis Mecklenburg der Evangelisch-Lutherischen Kirche in Norddeutschland.

## Architektur
Der einfache Saalbau hat einen dreiseitigen Ostschluss. Typisch für mittelalterliche Kirchen sind die dicken Wände, deren Stärke bis zu 1,30 m beträgt. Die Westfassade besteht bis in Traufenhöhe aus Feldstein, darüber aus Fachwerk. Das Gewände des zugemauerten spitzbogigen Westportals sind verputzt. Die Seitenwände sind zu etwa gleichen Teilen aus Ziegeln im mittelalterlichen Klosterformat und aus Feldstein errichtet. Auch die Fenster- und Türgewände sind aus Backstein, allerdings zumindest teilweise später erneuert. Das Fachwerk des Giebels ist mit neuzeitlichen kleinen und regelmäßigen Ziegeln ausgefüllt.

## Glockenstuhl und Glocke
An der Westseite steht ein kleiner hölzerner Glockenstuhl, der 1935 errichtet wurde. Der Pastor Christian Delius stiftete 1681 eine kleine Glocke. (Pastor Delius wurde in der Kirche beerdigt.) Sie befindet sich noch heute im Glockenstuhl.

## Ausstattung
Die Ausstattung ist schlicht. Der Altar und die Kanzel sind nach dem Dreißigjährigen Krieg entstanden, nach Dehio um 1700.
Bei der Kanzel fallen die gedrehten Säulen ins Auge.
Der Altar zeigt geschnitzte Wangen und ein Kruzifix als Krönung. Das Altarbild fand man auf dem Dachboden der Kirche. Es wurde 1935 restauriert und an seinen Bestimmungsort zurückgebracht. Auf dem Altarbild ist das Jüngste Gericht mit Christus als Weltenrichter dargestellt.